# Donny Hathaway
Donny Edward Hathaway var en en soul-sanger og Pianist fra St. Louis. Tilbage i 1972 udgav han et album med Roberta Flack. Hathaway's allerstørste er: Where Is The Love, You've Got A Friend og The Ghetto.